# Synodus lacertinus
Synodus lacertinus е вид лъчеперка от семейство Synodontidae. Видът не е застрашен от изчезване.

## Разпространение и местообитание
Разпространен е в Гватемала, Еквадор, Колумбия, Коста Рика, Мексико, Никарагуа, Панама, Перу, Салвадор, САЩ, Хондурас и Чили.
Среща се на дълбочина от 1 до 27 m, при температура на водата от 19,5 до 27,5 °C и соленост 33 – 35,3 ‰.

## Описание
На дължина достигат до 20 cm.